# Kenzo Nakamura
Kenzo Nakamura –en japonés, 中村 兼三, Nakamura Kenzo– (18 de octubre de 1973) es un deportista japonés que compitió en judo.
Participó en dos Juegos Olímpicos de Verano en los años 1996 y 2000, obteniendo una medalla de oro en la edición de Atlanta 1996 en la categoría de –71 kg. En los Juegos Asiáticos de 1998 consiguió una medalla de plata.
Ganó una medalla de oro en el Campeonato Mundial de Judo de 1997, y dos medallas de oro en el Campeonato Asiático de Judo en los años 1995 y 2000.

## Palmarés internacional
| Juegos Olímpicos    | Juegos Olímpicos         | Juegos Olímpicos | Juegos Olímpicos |
| Año                 | Lugar                    | Medalla          | Categoría        |
| ------------------- | ------------------------ | ---------------- | ---------------- |
| 1996                | Atlanta (Estados Unidos) | Medalla de oro   | –71 kg           |
| Campeonato Mundial  |                          |                  |                  |
| Año                 | Lugar                    | Medalla          | Categoría        |
| 1997                | París (Francia)          | Medalla de oro   | –71 kg           |
| Juegos Asiáticos    |                          |                  |                  |
| Año                 | Lugar                    | Medalla          | Categoría        |
| 1998                | Bangkok (Tailandia)      | Medalla de plata | –73 kg           |
| Campeonato Asiático |                          |                  |                  |
| Año                 | Lugar                    | Medalla          | Categoría        |
| 1995                | Nueva Delhi (India)      | Medalla de oro   | –71 kg           |
| 2000                | Osaka (Japón)            | Medalla de oro   | –73 kg           |